# Santa Cruz por ejemplo… – Der Mord von Santa Cruz
Santa Cruz por ejemplo… – Der Mord von Santa Cruz ist ein österreichisch-spanischer Dokumentarfilm der Filmemacher und Ethnologen Günter Schwaiger und Hermann Peseckas über den Franco-Terror anhand der Geschichte eines kleinen Dorfes, in dem 70 Jahre nach einem Massaker durch Franco-Schergen das Massengrab geöffnet wird, damit die Gebeine der Ermordeten nach einer Genanalyse einer ordentlichen Bestattung zugeführt werden können.
Neben Österreich und Spanien fand der Dokumentarfilm auch Beachtung im anderweitigen Ausland, zum Beispiel in den USA. Der Film lief in ausgesuchten Kinos, wurde aber vor allem im wissenschaftlichen und musealen Bereich eingesetzt.

## Inhalt
Schwaiger und Peseckas spüren von der 2003 stattfinden Graböffnung ausgehend den Ereignissen in dem Dorf Santa Cruz de la Salceda in der Provinz Burgos im Jahr 1936 nach und versuchen Hintergrundinformationen zu den Geschehnissen zu liefern, von denen sich in der spanischen Geschichtsschreibung nichts findet.

## Kritiken
„Der Mord von Santa Cruz ist ein kunstvoll zurückhaltender Film, ohne große Worte, ohne gewaltige Einstellungen; im Mittelpunkt steht das Dorf, stehen die Kinder und Enkelkinder, andere Überlebende der Ereignisse, Frauen vor allem, die ihr Misstrauen und ihre Angst überwinden und Schwaiger anvertrauen, was sie gesehen haben, warum sie so lange geschwiegen haben, was sie bewogen hat, jetzt Anteil zu nehmen. Ihre Erregung, aufgefangen in ruhigen Bildern.“

## Einzelbelege
1. ↑  „Films illuminate stories of Spanish Civil War“ (Seite nicht mehr abrufbar, festgestellt im Mai 2019. Suche in Webarchiven)  Info: Der Link wurde automatisch als defekt markiert. Bitte prüfe den Link gemäß Anleitung und entferne dann diesen Hinweis., Ana Heller, 10. Oktober 2006, Daily Bruin
2. ↑  „Wunden schließen“, Erich Hackl, Die Presse